# Сподњи Јернеј
Сподњи Јернеј (словен. Spodnji Jernej) је насељено место у општини Словенске Коњице, Савињска регија, Словенија.

## Историја
До територијалне реорганизације у Словенији био је у саставу старе општине Словенске Коњице.

## Становништво
У попису становништва из 2011. године, Сподњи Јернеј је имао 33 становника.
| Број становника према пописима | Број становника према пописима | Број становника према пописима |
| ------------------------------ | ------------------------------ | ------------------------------ |
| 1991                           | 2002                           | 2011                           |
| 72                             | 28                             | 33                             |

Напомена: До 1999. исказивано под именом Кравјек. Године 1999. смањен за део насеља који је проглашен за ново самостално насеље Штајерска вас.